# Le Palamède
Le Palamède foi a primeira revista dedicada inteiramente ao enxadrismo, fundada pelos enxadristas La Bourdonnais e Joseph Mery em 1836, Paris, tendo sido publicada até o ano de 1839. Saint-Amant voltou a editá-la posteriormente entre os anos de 1841 a 1847.
O nome da revista é uma referência ao grego Palamedes, que teria inventado o jogo de xadrez para distrair os seus soldados durante o longo período que durou o cerco imposto pelos gregos a cidade de Troia.